# Cephalerpeton ventriarmatum
Cephalerpeton ventriarmatum Moodie, 1912 è un rettile estinto, appartenente ai protorotirididi. Visse nel Carbonifero superiore (Pennsylvaniano, circa 305 - 307 milioni di anni fa) e i suoi resti fossili sono stati ritrovati in Nordamerica (Illinois).

## Descrizione
Questo animale è noto grazie a uno scheletro parziale, sufficiente tuttavia a permettere una ricostruzione. Doveva essere un animale simile a una lucertola, dalla lunghezza di circa 20 - 30 centimetri. Il cranio era dotato di grandi orbite e lunghi e robusti denti mascellari. L'incisura otica era molto ridotta, e l'osso squamoso possedeva un margine posteriore quasi verticale. La mandibola era concava dorsalmente, per permettere agli enormi denti mascellari di affiancare la mandibola quando la bocca era chiusa. Vi era una singola fila di denti sullo pterigoide.  
Le vertebre cervicali erano allungate ed erano due in più rispetto a quelle dei rettiliomorfi primitivi come Gephyrostegus. Scapola e coracoide non erano fusi, ed erano alti quanto le spine neurali. Le zampe anteriori erano allungate, con un omero a forma di clessidra. 

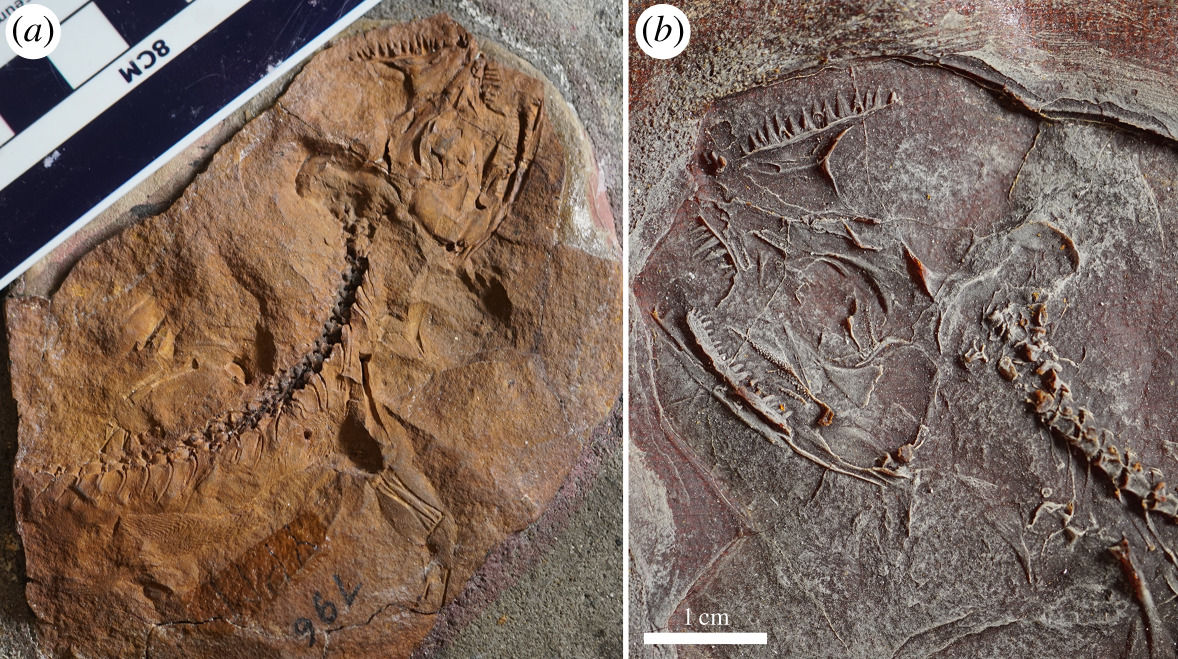
Fossile di Cephalerpeton ventriarmatum

## Classificazione
Cephalerpeton ventriarmatum è stato descritto per la prima volta nel 1912 da R.L. Moodie, sulla base di un esemplare incompleto proveniente dalla località di Mazon Creek, nella formazione Carbondale. 
Inizialmente venne attribuito agli anfibi anfibamidi, e successivamente venne ascritto agli anfibi microsauri (Gregory, 1948). Solo nel 1972 vennero riscontrate affinità rettiliane (Carroll e Baird, 1972) e venne considerato un rappresentante dei protorotirididi, un gruppo di rettili tipici del Carbonifero affini ai diapsidi. Attualmente Cephalerpeton è considerato strettamente imparentato con Protorothyris e Anthracodromeus, altri due protorotirididi evoluti.